# 奇爾欽比托 (亞利桑那州)
奇爾欽比托（英語：Chilchinbito）是位於美國亞利桑那州納瓦霍縣的一個人口普查指定地區。根據2010年美國人口普查，該地人口為506人，而該地的面積約為61.57平方千米。

## 地理
奇爾欽比托的座標為36°31′50″N 110°03′50″W / 36.53056°N 110.06389°W，而該地最高點為海拔高度1814米（即5950英尺）。